# پیرل ریور (نیویورک)
پِرل ریور (به انگلیسی: Pearl River) یک محله (hamlet) در ایالات متحده آمریکا است که در شهرستان راکلند، نیویورک واقع شده‌است. پِرل ریور ۱۸٫۶ کیلومتر مربع مساحت و ۱۵٬۸۷۶ نفر جمعیت دارد و ۷۳ متر بالاتر از سطح دریا واقع شده‌است.
پِرل ریور در 20 مایلی (32 کیلومتری) شمال شهر منهتن و درست در شمال مرز ایالت نیوجرسی قرار دارد. پِرل ریور اولین ایستگاه (در سفر به شمال) از سه ایستگاه نیویورک در خط پاسکاک ولی در نیوجرسی ترانزیت است.